# スクリーン・メディア・フィルムズ
スクリーン・メディア・フィルムズ（Screen Media Films）は、2001年に設立されたアメリカとカナダのインディペンデント系映画配給会社    。2008年、スクリーン・メディア・フィルムズは、The Creative Coalitionを、「the Spotlight Initiative」を開始するための独占的な非営利パートナーとして選んだ。このパートナーシップにより、Screen Mediaが製作・配給した映画の中で紹介された問題について、積極的なアウトリーチ活動を行うことができるようになる。スポットライト・イニシアチブは、独自のマーケティング、ブランディング、広告の機会を生み出し、マス・マーケターに価値をもたらす戦略的なビジネス要素であると同時に、現代のストーリーや社会的課題とアメリカの文化的なつながりを強化するものでもある。
Screen Media（および、その子会社であるPopcornflix）は、2017年にChicken Soup for the Soul Entertainmentに買収された。

## 代表的な作品
- 『NOEL ノエル』Noel（2004、DVDリリース）
- 『セックス調査団』Intimate Affaires（2002、2007年DVDリリース）
- 『闘神伝説シャカ：城塞』Shaka Zulu: The Citadel（2005）
- Pitcher and the Pin-Up（2005）
- Spin（2005）
- Shallow Ground（2005）
- Strange Bedfellows（2005）
- The Foursome（2006）
- (Untitled) （2009、DVDリリース2010）
- 『最終目的地』The City of Your Final Destination（2009年、2010年リリース）
- The Tender Hook（2008年、The Boxer and the Bombshellとして2011年にDVDリリース）
- Confessions of a Sociopathic Social Climber（2005 TVM、DVDリリース）
- Sweatshop（2009、DVDリリース2011）
- Jack and the Beanstalk （2010、DVDリリース）
- La Mission（2010）
- Kalamity（2010）
- The Key Man（2011）
- Stonerville（2011年、DVDリリース）
- FUBAR 2 別名FUBAR：Balls to the Wall （2010、2011 DVDおよびBlu-rayリリース）
- Ghost from the Machine（2011）
- Dog Jack（2012）
- About Fifty （2012）
- Inkubus（2012）
- 『マッド・ガンズ』Young Ones（2014年）
- Ride（2014） [8]
- United Passions（2014）
- Alex of Venice（2014）
- 7 Chinese Brothers（2015）
- Ten Thousand Saints（2015）
- Darling（2015） [9]
- The Bet（2016）
- 『マッドタウン』The Bad Batch（2016年）[10]
- The Void（2016）
- Temple（2017）
- Jeepers Creepers 3（2017）
- Drone（2017） [2]
- Ripped（2017） [11]
- Curvature （2017） [12]
- Literally, Right Before Aaron（2017） [13]
- Teleios（Beyond the Trek）（2017） [14]
- Josie（2018） [15]
- 『ブルーイグアナ 500万ポンドの獲物』Blue Iguana（2018年）
- 『ベル・カント とらわれのアリア』Bel Canto（2018年）[16]
- Change in the Air（2018）
- Elliot the Littlest Reindeer（2018） [17]
- 『喜望峰の風に乗せて』The Mercy（2018年）
- You Might Be the Killer（2018）
- Adult Life Skills（2019）
- Patrick（2019）
- 『テリー・ギリアムのドン・キホーテ』The Man Who Killed Don Quixote（2019年）[18]
- Clara（2019）
- A Violent Separation（2019）
- Wonders of the Sea 3D（2019）
- Deep Murder（2019）
- Luz（2019）
- Corporate Animals（2019）
- Memory: The Origins of Alien（2019）
- Crown Vic（2019）
- Grand Isle（2020）
- The Sonata（2020）
- The Jesus Rolls（2020）
- Robert the Bruce（2020）
- 『幸せの答え合わせ』Hope Gap（2020年）
- Blood and Money（2020）
- Exit Plan（2020）
- 『アウトポスト』The Outpost（2020年）
- 『ブラックバード 家族が家族であるうちに』Blackbird（2020年）
- Cagefighter: Worlds Collide（2020）
- Girl （2020）
- 『ウィリーズ・ワンダーランド』Willy's Wonderland（2021年）
- Skyfire（2021）
- Senior Moment（2021）
- Eat Wheaties!（2021）
- 『ティル・デス』Till Death (2021年)
- Off the Rails（2021）
- The Birthday Cake（2021）
- 『ネイビーシールズ ローグ・ネイション』One Shot（2021年）